# ۱۲۵۵ (خورشیدی)
۱۲۵۵ هزار و دویست و پنجاه و پنجمین سال هجری خورشیدی، سالی کبیسه است.

## زادگان
- ۱۸ فروردین - آقا بزرگ تهرانی، کتاب‌شناس و پژوهشگر
- باقرخان رامشگر، نوازنده کمانچه و تار